# La síndrome de la Xina
La síndrome de la Xina (original: The China Syndrome) és un film nord-americà dirigit per James Bridges, estrenat el 1979 i doblat al català.

## Argument
Kimberley Wells, periodista de televisió, filma en el transcurs d'un documental un incident a la central nuclear de Ventana. El seu operador de càmera ho ensenya a un enginyer nuclear, que confirma la realitat de l'accident i el seu caràcter potencialment perillós.
En aquest moment és evocada la noció de «síndrome xinesa».

## Repartiment
- Jane Fonda: Kimberly Wells, periodista a KXLA
- Jack Lemmon: Jack Godell, cap d'equip a la central nuclear
- Michael Douglas: Richard Adams, càmera a KXLA
- Scott Brady: Herman De Young
- James Hampton: Bill Gibson
- Peter Donat: Don Jacovich
- Wilford Brimley: Ted Spindler
- Richard Herd: Evan McCormack
- Daniel Valdez: Hector Salas
- Stan Bohrman: Pete Martin
- James Karen: Mac Churchill
- Michael Alaimo: Greg Minor
- Donald Hotton: Dr. Lowell
- Khalilah Ali: Marge
- Paul Larson: D. B. Royce
- Ron Lombard: Barney
- Tom Eure: Tommy
- Nick Pellegrino: Borden
- Daniel Lewk: Donny
- Allan Chinn: Holt
- Martin Fiscoe: guàrdia
- Alan Kaul: director TV
- Michael Mann: consultor TV
- David Eisenbise: director tècnic
- Frank Cavestani: periodista

## Al voltant de la pel·lícula
La pel·lícula es basa en un guió que considera la possibilitat d'una acceleració del reactor nuclear de la central (resultant de llacunes voluntàries en el control dels principals components de la central en el moment de la construcció), que condueix aquest a fondre el seu recinte de confinament i a travessar el sòl (síndrome xinesa); en teoria, fins al centre de la Terra (i no fins a la Xina, com faria suposar el títol de la pel·lícula).
Estrenada dotze dies abans de l'accident nuclear de Three Mile Island, aquesta pel·lícula va tenir un eco considerable en l'opinió pública i va alimentar el moviment contra l'energia nuclear als Estats Units.

## Premis i nominacions

### Premis
- 1979. Premi a la interpretació masculina (Festival de Cannes) per Jack Lemmon
- 1980. BAFTA a la millor actriu per Jane Fonda
- 1980. BAFTA al millor actor per Jack Lemmon
- 1980. Millor actor estranger als Premis David di Donatello per Jack Lemmon

### Nominacions
- 1979. Palma d'Or
- 1980. Oscar al millor actor per Jack Lemmon
- 1980. Oscar a la millor actriu per Jane Fonda
- 1980. Oscar al millor guió original per Mike Gray, T.S. Cook i James Bridges
- 1980. Oscar a la millor direcció artística per George Jenkins i Arthur Jeph Parker
- 1980. Globus d'Or a la millor pel·lícula dramàtica
- 1980. Globus d'Or al millor director per James Bridges
- 1980. Globus d'Or al millor actor dramàtic per Jack Lemmon
- 1980. Globus d'Or a la millor actriu dramàtica per Jane Fonda
- 1980. Globus d'Or al millor guió per Mike Gray, T.S. Cook i James Bridges
- 1980. BAFTA a la millor pel·lícula
- 1980. BAFTA al millor guió per Mike Gray, T.S. Cook i James Bridges